# Конкордија (богиња)
У древној римској религији, Конкордија (на латинском значи "склад" или "хармонија") је богиња која оличава споразум у браку и друштву. За њен грчки еквивалент се обично сматра Хармонија, са музичком хармонијом као метафором идеала друштвене сагласности или entente у политичком дискурсу републиканске ере. Стога се често повезивала са Паксом („Мир“) у представљању стабилног друштва.  Као таква, она је ближе повезана са грчким концептом хомоноје (сличног мишљења), који је такође представљала богиња. 
Конкордија Августа је култивисана у контексту царског култа. Уобичајени су јој посветни натписи у име царева и чланова царске породице. 

## У уметности и нумизматици
У уметности, Конкордија је била приказана како седи, носи дугачак огртач и држи патеру (чинија за жртву), рог изобиља (симбол просперитета) или кадуцеј (симбол мира). Често је приказивана између две друге фигуре, на пример како стоји између два члана царске породице и рукује се. Била је повезана са паром женских божанстава, као што су Пакс и Салус, или Секуритас и Фортуна. Такође је била упарена са Херкулом и Меркуром, који су представљали „Сигурност и срећу“.  Вредна пажње била је производња новчића који приказују богињу Конкордију у царском Риму, као што су новчићи Марка Аурелија и Луција Вера.

### Занимљивости
Представа богиње Конкордије на римском новчићу gens Aemilia (denarius of Lucius Aemilius Paullus) инспирисала је Лауру Кретару за аверс италијанских комеморативних 1000 лира из 1970. године, "Roma Capitale".

## Храмови
Најстарији храм Конкорда који је 367. п. н. е. саградио Марко Фурије Камил  стајао је на римском форуму. Остали храмови и светилишта у Риму посвећени Конкордији били су у великој мери географски повезани са главним храмом и укључивали су (по редоследу датума):
- бронзано светилиште (едикула) Конкорда које је подигао едил Гнеј Флавије 304. п. н. е., близу главног храма Конкорда. Надао се да ће примирити племство које је било огорчено његовим објављивањем календара, али сенат није изгласао новац за његову изградњу и то је морало да се финансира из казни осуђених зеленаша. [6] Мора да је уништен када је Опимије увећао главни храм 121. п. н. е.
- храм изграђен на луку (вероватно на источној страни, гледао је на главни храм Конкорда испод). Вероватно га је заветовао претор Луције Манлије 218. п. н. е. након што је угушио побуну међу својим трупама у Цисалпској Галији, [7] са грађевинским радовима који су почели 217. године, а посвећени су 5. фебруара 216. [8]
- храм Конкордије Нове, означавајући крај грађанског рата који је водио Јулије Цезар. Изгласао га је сенат 44. п. н. е. [9] али вероватно никада није изграђен.
- храм који је изградила Ливија према Овидијевом Фасти, VI. 637‑638 – једина књижевна референца на овај храм. Овидијев опис Портикус Ливије у истој песми сугерише да је светилиште било близу портика или унутар њега. Могуће га је поистоветити са малом правоугаоном структуром означеном на Мермерном плану, али су мишљења научника о томе подељена. [10]

У Помпејима је првосвештеница Еумахија посветила зграду Конкордији Августи. 

## Модерна религија
Хармонијанци и неки Дискордијанци изједначавају Конкордију са Анерисом.  Њена супротност је стога Дискордија, или грчка Ерида.

## Имењаци
По њој је назван астероид 58 Конкордија.